# جاناتان فاتو
جاناتان فاتو یا جیمی اوسو (انگلیسی: Jimmy Uso؛ زادهٔ ۲۲ اوت ۱۹۸۵) کشتی‌گیر کشتی حرفه‌ای اهل ایالات متحده آمریکا است.
از فیلم‌ها یا برنامه‌های تلویزیونی که وی در آن نقش داشته است می‌توان به اسمکداون، شمارش معکوس اشاره کرد.